# Catocala magdalena
Catocala magdalena là một loài bướm đêm trong họ Erebidae.